# Carbajo (kommunhuvudort)
Carbajo är en kommunhuvudort i Spanien.   Den ligger i provinsen Provincia de Cáceres och regionen Extremadura, i den västra delen av landet, 300 km väster om huvudstaden Madrid. Carbajo ligger 339 meter över havet och antalet invånare är 248.
Terrängen runt Carbajo är kuperad västerut, men österut är den platt. Terrängen runt Carbajo sluttar norrut. Runt Carbajo är det mycket glesbefolkat, med 5 invånare per kvadratkilometer. Närmaste större samhälle är Membrío, 14,8 km sydost om Carbajo. Omgivningarna runt Carbajo är huvudsakligen savann.